# Потерянный мальчик
«Потерянный мальчик» (англ. Little Boy Lost) — это первый сегмент четвёртой серии первого сезона первого возрождения американского телесериала «Сумеречная зона».

## Пролог
Оригинальный текст (англ.)Carol Shelton, photographer, a modern woman with an age-old problem. She can make the artistic choices of light and shadow, which capture a lifetime of human pain or grandeur on film. But like each of us, she has trouble sometimes choosing which road of life to travel, especially when that road winds deep among the shadows… of The Twilight Zone.

## Сюжет
Молодая талантливая женщина-фотограф Кэрол Шелтон сообщает своему парню Грегу, что ей предложили престижную работу по специальности. Грег начинает сильно нервничать, поскольку он намерен жениться на Кэрол и создать семью, зато она даёт понять, что предстоящая работа для неё не менее важна, чем счастливое совместное будущее со своим спутником. Теперь ей приходится делать нелёгкий выбор между престижной высокооплачиваемой работой, что предполагает длительные командировки в разные регионы мира, и семейной жизнью — учитывая специфику должности, третьего варианта у неё не может быть в принципе. Однажды она встречает маленького мальчика по имени Кенни и предлагает ему прогуляться по зоопарку и провести фотосессию с ним. После того как были сделаны кадры, Кэрол предлагает создать копии фотографий и подарить их Кенни, однако мальчик внезапно прыгает на свой скейт и быстро исчезает, даже не попрощавшись с новой знакомой.
В пятницу, проявив плёнку и сделав фотографии с мальчиком, Кэрол заходит к Грегу и сообщает ему, что всё-таки выбирает работу. Выглянув в окно, она видит Кенни, который стоит на улице и смотрит на неё снизу. Однако, взглянув в окно второй раз, она замечает, что мальчика на том месте уже нет. Вернувшись обратно в свою квартиру, Кэрол удивляется, увидев Кенни, который ждёт её прямо в её квартире. Мальчик намёками даёт женщине понять, что она сделала неправильный выбор, а когда Кэрол начинает задавать ему вопросы, убегает из её дома. Через некоторое время Кэрол догоняет Кенни в парке, расположенном через улицу от дома, где она проживает. После непродолжительного разговора женщина делает правильный вывод, что Кенни — это ребёнок, который мог бы быть её сыном, если бы она всё-таки отдала предпочтение бракосочетанию с Грегом. Женщина уверяет Кенни, что хочет, чтобы он был её сыном в будущем, на что мальчик отвечает, что если у неё будет ребёнок в дальнейшем, то это будет не он. После этого Кенни исчезает навсегда, сказав напоследок «Пока, мама». Таким образом Кенни остаётся в параллельном измерении, не став реальностью в жизни фотографа Кэрол и её жениха.

## Эпилог
Оригинальный текст (англ.)The song unsung. The wish unfulfilled. Even with the dream in hand, there is the chill of an eternal loss …fading …fading. For every choice made, wrong or right, a thousand alternatives denied. When tomorrow calls, sometimes the heart must be denied. For Carol Shelton, there will be other tomorrows, other joys, and yet …fading …fading. For one trembling instant, she was given the opportunity to take snapshots of an alternate future. Snapshots forever undeveloped in the darkness… of The Twilight Zone.

## В ролях
| Актёр          | Роль                   |
| -------------- | ---------------------- |
| Скотт Граймс   | Кенни                  |
| Сизн Хабли     | Кэрол Шелтон           |
| Нэнси Кайс     | неряшливая домохозяйка |
| Николас Сарови | Грег                   |

## Интересные факты
- Актриса Нэнси Кайс, сыгравшая роль домохозяйки, является бывшей женой режиссёра серии Томми Ли Уэллэйса.
- Серия была создана как своеобразная шутка для посвящённых над серией «Потерянная девочка» оригинальной «Сумеречной зоны», снятой в 1962 году.
- Серия снята в Гриффин Парке и Студио Сити, что в округе Лос-Анджелес.